# Sven Berglund
Sven A:son Berglund, född 20 juli 1881 i Stockholm, död i maj 1937 i Berlin, var en svensk uppfinnare.
Sven Berglund var son till översten i fortifikationen Arcadius Berglund. Han började 1906 att experimentera med fotografering av ljudvågor i Stockholm, men överflyttade snart till Tyskland. Åren 1911–1914 var han anställd hos firman Goertz i Berlin, vistades under första världskriget i Sverige men återvände sedan till Berlin där han var verksam som teknisk ingenjör hos olika tyska filmbolag som Tonbild-Syndikat (Tobis) och Klangfilm. Berglund blev 1936 hedersdoktor vid Berlins tekniska högskola. Berglund spelade en viktig roll inom ljudfilmens område genom att uppfinna en teknik att återge ljud på fotografisk väg, vilken sedan genom registrering med en ljusstråle åter omvandlades till vibrationer. Den ljudfilmsapparatur som Berglund konstruerade 1911 patenterade året därpå finns bevarad på Deutsches Museum i München. År 1921 demonstrerade Berglund sin uppfinning i Stockholm, och kunde då åstadkomma bättre ljudåtergivning än samtida grammofoner. Han gjorde senare ytterligare uppfinningar inom ljudfilmens område; bland hans patent märks den så kallade flertaggskriften.